# ピエール・ラビ

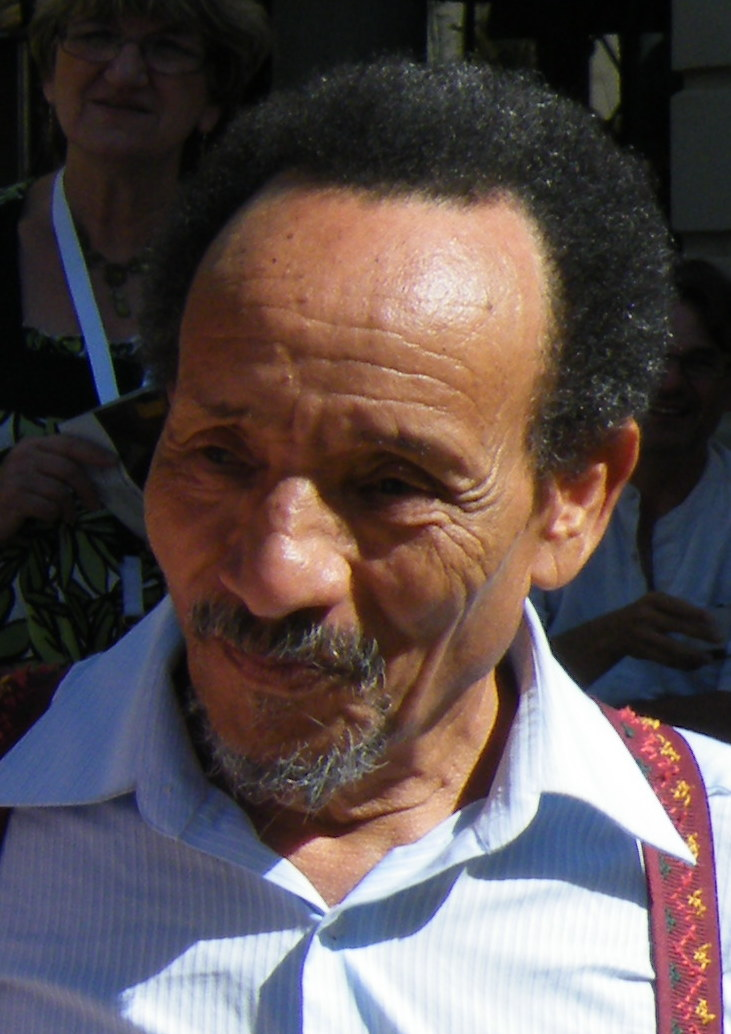
2009年.

ピエール・ラビ（Pierre Rabhi、1938年 - 2021年12月4日）は、アルジェリア出身のフランス人随筆家、農業従事者、小説家、詩人そしてハチドリ運動（le mouvement Colibri）の創設者である。1938年にアルジェリアのケナサで生まれた。ピエール・ラビという名前は、本名であるラバ・ラビ（アラビア語で勝利者という意味）からきている。アグロエコロジーや生態力学的耕作のような、環境や天然資源の保全を考慮した農業の発展に身を投じている。

## 来歴

### アルジェリアでの少年期
アルジェリアはベシャールの近く、ケナサのオアシスにあるムスリムの家庭で1938年に生まれた。4歳の頃、母を結核で亡くした。また、兄弟達はベシャールやケナサにて生活していた。父は鍛冶職人で音楽家、また詩人でもあった。そして彼が5歳の時、父によって南オランの炭鉱に働きにきていたフランス人夫婦へと預けられた。夫はドゴール派のエンジニアで、妻は教師であった。後に、実の父はアトリエの閉鎖および炭坑務めを余儀なくされた。そして、このことが彼の思想に影響を与えた。
若かりしピエール・ラビはケナサを離れ、養父母とともにオランへと移った。そこで2年間の中等教育を受けた。16歳の時、キリスト教に改宗し、ピエールという名前を受け取った。
歯科で勤め、銀行員としても働いた。1954年にアルジェリア戦争が勃発した際、彼は二重の追い出しという憂き目にあった。ひとつは改宗したことによる生みの父親との仲違いによるもので、もう一つは当時のフランス陸軍元帥であったアルフォンス・ジュアンを避難したことにより養父が彼を閉め出したことによるものであった。
それから、彼が特定の宗教に繋がりをもはや感じないと宣言してからというもの、彼の思想に関する精神的な側面が深く広がっていった。

### 帰農、自然への回帰
パリに訪れてから、ピエール・ラビは一般工の職を見つけ、そこで、後に結婚することになるミシェルと出会う（義理の家族はこれをボイコットした。）。ピエールとミシェルは、共に都会の生活から抜け出すことを夢見ており、農業のことを考えていた。彼らはピエール・リチャードというセヴェンヌ山脈国立公園の設立に従事していた環境再生医との出会いにより、二人は農業の道を歩むことになる。
60年代終わり頃の自然回帰の動きに先立ち、二人はフランスの南東部に位置するアルデシュ県に腰を落ち着けることを1960年に決めた。アルデシュ県内のティンヌにて結婚をし、ピエール・ラビは父となった。農業の素養が全くなかったが家庭菜園施設に組み込まれていた。
農業労働者として3年が経ったころ、つまり1963年に、彼自身がアルデシュ県はセヴェンヌの農夫となっていた。また、彼はヤギの飼育に取り組み、典型的な生産第一主義を真似るようなことはせず、生体力学に則った農業を試した。
困難な出だしの後、夫妻は十分な経験を積んだことで、1968年の5月から、ほかの自然回帰主義者たちを受け入れ、また助言を与えるまでに至っていた。

### 認知
1978年、ピエール・ラビはCefraによる農耕生態学の形成および発展の責を担っていた。
1981年より、ブルキナファソ政府の依頼に応じる形で、Criad（農業発展のための国際交流機関）の援助と共に、≪国境なき農夫≫として現地へ赴いた。1985年、ブルキナファソはゴロンゴロンにおいて、Le Point-Mulhouseの援助をもとに、アフリカ大陸初のアグロエコロジーに関する養成機関を設けた。
1988年、フランスはエロー県議会による援助で、「開発・発展に応用される実践や交流の合流地」という意味の団体であるCiepadを立ち上げた。また、≪農業の定着に最適化されたモジュール≫をはじめとし、注意喚起および養成プログラム、多くの発展を促す活動を対外的に行った。（例：モロッコ、パレスチナ、アルジェリア、チュニジア、セネガル、トーゴ、ベナン、モーリタニア、ポーランドやウクライナなど）
1992年には、チュニジアはガベスにあるオアシスの修復計画に着手し、1994年からは各地でのオアシス活動を活発化させ、肥沃な自然・大地への回帰と、社会関係の再編成に励んだ。同年、アグロエコロジーの促進および伝達を目的とした協会であるLes Amis de Pierre Rabhiを立ち上げた。1998年にTerre&Humanismeへと改名した。
1997,98年には、国連の要請に答える形で国連砂漠化対処条約作成に参加し、その実践に関して、具体的な提案を求められた。
1999年から2001年にかけて、ニジェール共和国とマリ共和国において新たな開発事業を興した。
2002年には、大統領選への出馬のため、Mapic (Mouvement Appel Pour une Insurrection des Consciences)≪良心の抵抗への呼びかけ運動≫を立ち上げた。しかしながら、本来500票の推薦が必要なところ、184票の得票に留まった。
2003年、ミシェル・ヴァレンタンと出会い、そして、彼と共にLes Amaninsと呼ばれる団体を、ドローム県はラ・ロッシュ＝シュル＝グランにて立ち上げた。この非営利目的団体は、「農業・教育・建築」の三つの行動軸に基づいて、活動していた。ちなみに、それらの行動軸は「どんな地球を子供たちに遺すか」、「どんな子供たちを地球に遺すか」という課題から成っている。
また、彼は自発的質素や衰退をテーマとした会合や研修を定期的に行っていた。
アルテルモンディアリスムの立役者として見なされており、ヨーロッパ社会フォーラムが催された際には招待された。また、いくつかの発表の中の一つに「国際化に身を捧げるということ」という表題をつけた。2007年、イザベル・デスプラやシリル・ディオンらと共にヒューマニズムと地球のための活動、「ハチドリ運動」を組織した。また、「新たな社会像を生み出すことに携わる全ての人を導き、繋げ、支える」ことを組織の目標および目的としている。また、彼はフランスの月刊誌であるLa Décroissance の編集委員会に属しており、また、生物多様性の保全（生産・有機農業や生体力学由来の種子の流通など）や、耕作済みの土地の再生の実現を目指す団体Kokopelliの副会長でもある。
2011年、グルノーブルにあるシャンポリオン高等学校から「持続可能な開発」賞を受賞した。